# Кшижево-Маркі
Кшижево-Маркі (пол. Krzyżewo-Marki) — село в Польщі, у гміні Червонка Маковського повіту Мазовецького воєводства.
Населення — 27 осіб (2011).
У 1975-1998 роках село належало до Остроленцького воєводства.

## Демографія
Демографічна структура станом на 31 березня 2011 року:
|          | Загалом | Допрацездатний вік | Працездатний вік | Постпрацездатний вік |
| -------- | ------- | ------------------ | ---------------- | -------------------- |
| Чоловіки | 11      | 2                  | 8                | 1                    |
| Жінки    | 16      | 4                  | 8                | 4                    |
| Разом    | 27      | 6                  | 16               | 5                    |